# Crepischiza schoutedeni
Crepischiza schoutedeni är en skalbaggsart som beskrevs av Moser 1926. Crepischiza schoutedeni ingår i släktet Crepischiza och familjen Melolonthidae. Inga underarter finns listade i Catalogue of Life.